# Molí fariner de Can Romeu del Bedorc
El Molí fariner de Can Romeu del Bedorc és una obra de Piera (Anoia) inclosa a l'Inventari del Patrimoni Arquitectònic de Catalunya.

## Descripció
Molí de Can Romeu.
El molí de Can Romeu es trobà situat sota la masia de Can Ferrer del Coll, al costat de la pineda monumental. Es conserva la sala de moldre amb dos parells de moles, on també es pot observar l'espai que ocupaven les dues farineres.
Pel darrere del molí hi ha un canal d'aigua que acaba sobtadament amb un canal vertical per on cau l'aigua que en el seu dia proporcionava la força nesessària per fer voltar els rodets. Actualment es fa servir per generar energia elèctrica, que serveix per abastir parcialment a la casa de Can Ferrer.